# Come on, Come on
Come on, Come on (Originaltitel C’mon C’mon) ist ein Filmdrama von Mike Mills, das Anfang September 2021 beim Telluride Film Festival seine Premiere feierte und am 19. November 2021 in die US-Kinos kam.

## Handlung
Johnny lebt in New York und arbeitet für das Radio. Seit seine langjährige Freundin ihre Beziehung beendet hat, ist er wieder Single. Dies gibt ihm die Möglichkeit, sich ganz seiner Arbeit zu widmen. Hierfür reist er von Stadt zu Stadt, um die Kinder der Vereinigten Staaten über ihre Hoffnungen und Träume zu interviewen.
Das Verhältnis zu seiner Schwester Viv, die in Los Angeles lebt, ist nicht erst seit dem Tod ihrer Mutter nicht das beste. Als er sie am Todestag der Mutter anruft, erzählt sie ihm, dass ihr Ehemann Paul, der unter einer bipolaren Störung leidet, kurz vor einem weiteren Nervenzusammenbruch steht. Daher bietet sich Johnny an, auf deren 9-jährigen Sohn Jesse aufzupassen, damit Viv sich um den Vater des Jungen in Oakland kümmern kann, und begibt sich nach Los Angeles. Viv hat ihren Sohn immer in seiner Offenheit bestärkt und empfiehlt ihrem Bruder, in Gesprächen mit ihm einfach ehrlich zu ihm zu sein. So fragt Johnny seinen Neffen über seine Vorstellungen vom Leben und seiner Zukunft, wie er es schon im Rahmen seiner Arbeit bei unzähligen Kindern getan hat.
Nach ein paar Tagen wird Johnny gebeten, die Interviewreihe fortzusetzen, und weil er hierfür zurück nach New York muss, bittet er seine Schwester, Jesse dorthin mitnehmen zu dürfen. Auch wenn sie darüber nicht wirklich glücklich ist, stimmt sie zu, denn Pauls manische Episoden halten Viv länger als erwartet in Oakland fest. Johnny und Jesse verbringen fortan ihre Zeit meist gemeinsam in seiner Wohnung in Chinatown, während sich zwischen ihnen ein Vertrauensverhältnis entwickelt.

## Produktion
Regie führte Mike Mills, der auch das Drehbuch schrieb. Die Idee für den Film ist von einem Gespräch des Filmemachers mit seinem Sohn inspiriert, als dieser in der Badewanne saß.
In den Hauptrollen sind Joaquin Phoenix als Johnny, Gaby Hoffmann als dessen Schwester Viv und der Nachwuchsschauspieler Woody Norman als deren 9-jähriger Sohn Jesse zu sehen.
Die deutsche Synchronisation entstand nach einem Dialogbuch von Alexander Löwe und der Dialogregie von Kathrin Neusser im Auftrag der Hermes Synchron GmbH, Potsdam. Tobias Kluckert leiht in der deutschen Fassung Phoenix in der Rolle von Johnny seine Stimme. Denise Gorzelanny spricht Carol und Julius Ole Ernst deren Sohn Jesse.
Die Filmmusik komponierten Bryce und Aaron Dessner von der Rockband The National. Das Soundtrack-Album mit 13 Musikstücken wurde am 12. November 2021 von A24 Music als Download veröffentlicht. Vorab wurde am 5. November 2021 ein erstes Stück aus dem Album veröffentlicht.
Die Weltpremiere erfolgte Anfang September 2021 beim Telluride Film Festival. Ende September, Anfang Oktober 2021 soll der Film beim New York Film Festival gezeigt werden. Ebenfalls im Oktober 2021 wird er beim Chicago International Film Festival als Centerpiece vorgestellt. Am 19. November 2021 kam der Film in die US-amerikanischen und am 24. März 2022 in die deutschen Kinos. Der Kinostart in Österreich war am darauffolgenden Tag geplant. Im August 2022 wird er beim Open Air des Fünf Seen Filmfestivals gezeigt.

## Rezeption

### Altersfreigabe und Kritiken
In den USA erhielt der Film von der MPAA ein R-Rating, was einer Freigabe ab 17 Jahren entspricht. In Deutschland wurde der Film von der FSK ab 6 Jahren freigegeben.
Der Film erhielt auf Metacritic einen Metascore von 82 von 100 möglichen Punkten. Von den bei Rotten Tomatoes aufgeführten Kritikern konnte er 94 Prozent überzeugen.

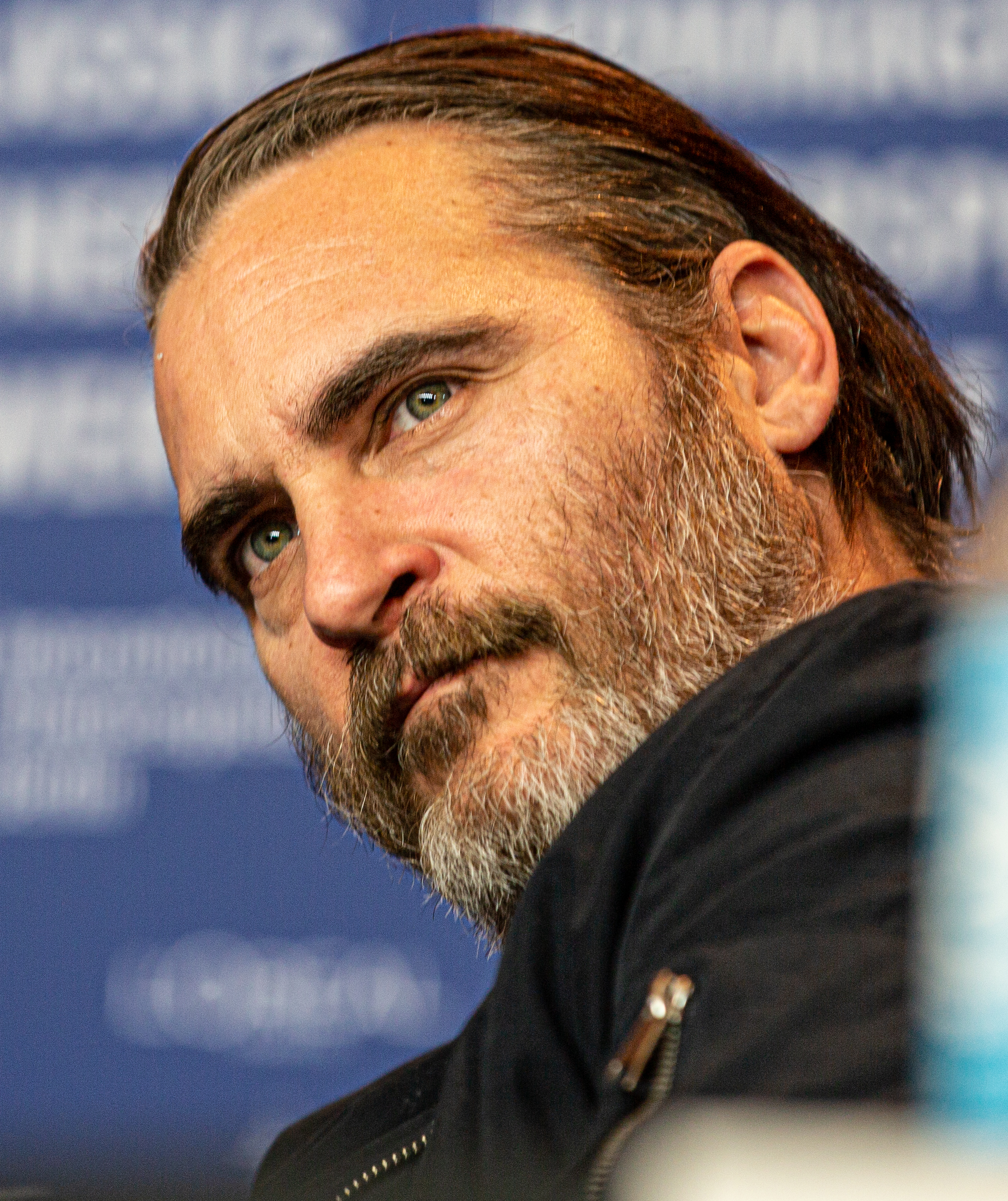
Joaquin Phoenix spielt Johnny

Tomris Laffly schreibt in ihrer Kritik, Joaquin Phoenix und Woody Norman hätten in C’mon C’mon eine herzzerreißende Chemie, und gemeinsam tanzten sie um die philosophische Tiefe von Mike Mills’ Drehbuch, das wichtige Fragen über Kinder und Erwachsene zutage fördert, so wie man die Individualität von Kindern respektieren kann, wie sie als Mitglieder der Gesellschaft genauso wichtig wie Erwachsene und hierfür anzuerkennen sind, und wie wir sie auf eine Zukunft vorbereiten, in der wir selbst nicht mehr da sind. Der Geschichtenerzähler mit einem unverhohlenen und derben Sinn für Ehrlichkeit, habe mit C’mon C’mon einen weiteren sehr persönlichen, zutiefst reichen Film über sein eigenes Kind, unser aller Kinder und alle Eltern gleichermaßen geschaffen und einen herzerwärmenden über Trauer, Liebe innerhalb der Familie und die Ängste von Jugendlichen.
Die Redaktion des deutschen Online-Portals Filmdienst wählte das Werk auf Platz sechs der besten Filme des Jahres 2022.

### Auszeichnungen
Im IndieWire Critics Poll des Jahres 2021 landete C’mon C’mon auf dem zehnten Platz. Die Evangelische Filmjury wählte Come on, Come on als Film des Monats März 2022. Im Folgenden weitere Auszeichnungen und Nominierungen.
British Academy Film Awards 2022
- Nominierung als Bester Nebendarsteller (Woody Norman)

Camerimage 2021
- Auszeichnung mit dem Goldenen Frosch für die Beste Kamera (Robbie Ryan)
- Auszeichnung mit dem Publikumspreis[23]

Critics’ Choice Movie Awards 2022
- Nominierung als Bester Jungdarsteller (Woody Norman)

Gotham Awards 2021
- Nominierung als Bester Darsteller (Joaquin Phoenix)
- Nominierung als Beste Nebendarstellerin (Gaby Hoffmann)[24]

Hollywood Music in Media Awards 2021
- Auszeichnung für die Beste Filmmusik – Independent Film (Bryce Dessner und Aaron Dessner)[25]

Independent Spirit Awards 2022
- Nominierung als Bester Film
- Nominierung für die Beste Regie (Mike Mills)
- Nominierung für das Beste Drehbuch (Mike Mills)[26]

London Critics’ Circle Film Awards 2021
- Auszeichnung als Bester britischer Nachwuchsdarsteller (Woody Norman)[27]

National Board of Review Awards 2021
- Aufnahme in die Top-Ten-Independentfilme[28]

Rome Film Festival 2021
- Nominierung im Hauptwettbewerb[29]

Satellite Awards 2021
- Nominierung als Bester Hauptdarsteller (Joaquin Phoenix)
- Nominierung für das Beste Originaldrehbuch (Mike Mills)
- Nominierung für die Beste Kamera (Robbie Ryan)[30]

Savannah Film Festival 2021
- Auszeichnung mit dem Auteur Award (Mike Mills)[31]